# Danh sách nhà lãnh đạo quốc gia theo thế kỷ
Đây là danh sách nguyên thủ quốc gia, người đứng đầu chính phủ và các nhà cầm quyền khác theo từng năm.

## Thiên niên kỷ thứ 3
Thế kỉ hai mươi mốt
Danh sách nhà lãnh đạo nhà nước trong thế kỷ 21
Lãnh đạo nhà nước hiện tại
Danh sách nữ nguyên thủ quốc gia

## Thiên niên kỷ thứ 2 theo thế kỷ
Thế kỷ XX
Danh sách các nhà lãnh đạo nhà nước trong thế kỷ 20 (1951–2000)
Danh sách các nhà lãnh đạo nhà nước trong thế kỷ 20 (1901–1950)
Danh sách các nhà lãnh đạo nhà nước ở Nam Á thuộc Anh thế kỷ 20
Thế kỷ XIX
Danh sách các nhà lãnh đạo nhà nước trong thế kỷ 19
Danh sách các nhà lãnh đạo nhà nước trong Đế chế La Mã Thần thánh thế kỷ 19
Danh sách các nhà lãnh đạo nhà nước ở Nam Á thuộc Anh thế kỷ 19
Thế kỷ XVIII
Danh sách các nhà lãnh đạo nhà nước trong thế kỷ 18
Danh sách các nhà lãnh đạo nhà nước trong Đế chế La Mã Thần thánh thế kỷ 18
Danh sách các nhà lãnh đạo nhà nước ở Nam Á thuộc Anh thế kỷ 18 và các quốc gia tiền thân của nó
Thế kỷ XVII
Danh sách các nhà lãnh đạo nhà nước trong thế kỷ 17
Danh sách các nhà lãnh đạo nhà nước trong Đế chế La Mã Thần thánh thế kỷ 17
Danh sách các nhà lãnh đạo nhà nước ở Nam Á thế kỷ 17
Thế kỷ XVI
Danh sách các nhà lãnh đạo nhà nước trong thế kỷ 16
Danh sách các nhà lãnh đạo nhà nước trong Đế chế La Mã Thần thánh thế kỷ 16
Danh sách các nhà lãnh đạo nhà nước ở Nam Á thế kỷ 16
Thế kỷ 15 đến 11
Danh sách các nhà lãnh đạo nhà nước trong thế kỷ 15
Danh sách các nhà lãnh đạo nhà nước ở Đế chế La Mã Thần thánh thế kỷ 15
Danh sách các nhà lãnh đạo nhà nước ở Nam Á thế kỷ 15
Danh sách các nhà lãnh đạo nhà nước trong thế kỷ 14
Danh sách các nhà lãnh đạo nhà nước trong Đế chế La Mã Thần thánh thế kỷ 14
Danh sách các nhà lãnh đạo nhà nước trong thế kỷ 13
Danh sách các nhà lãnh đạo nhà nước trong Đế chế La Mã Thần thánh thế kỷ 13
Danh sách các nhà lãnh đạo nhà nước trong thế kỷ 12
Danh sách các nhà lãnh đạo nhà nước trong Đế chế La Mã Thần thánh thế kỷ 12
Danh sách các nhà lãnh đạo nhà nước trong thế kỷ 11
Danh sách các nhà lãnh đạo nhà nước trong Đế chế La Mã Thần thánh thế kỷ 11

## Thiên niên kỷ thứ nhất theo thế kỷ
Danh sách các nhà lãnh đạo nhà nước trong thế kỷ 10
Danh sách các nhà lãnh đạo nhà nước trong Đế chế La Mã Thần thánh thế kỷ 10
Danh sách các nhà lãnh đạo nhà nước trong thế kỷ 9
Danh sách các nhà lãnh đạo nhà nước trong thế kỷ 8
Danh sách các nhà lãnh đạo nhà nước trong thế kỷ 7
Danh sách các nhà lãnh đạo nhà nước trong thế kỷ 6
Danh sách các nhà lãnh đạo nhà nước trong thế kỷ 5
Danh sách các nhà lãnh đạo nhà nước trong thế kỷ 4
Danh sách các nhà lãnh đạo nhà nước trong thế kỷ 3
Danh sách các nhà lãnh đạo nhà nước trong thế kỷ 2
Danh sách các nhà lãnh đạo nhà nước trong thế kỷ 1

## Thiên niên kỷ thứ nhất trước Công nguyên theo thế kỷ
Danh sách các nhà lãnh đạo nhà nước vào thế kỷ 1 trước Công nguyên
Danh sách các nhà lãnh đạo nhà nước vào thế kỷ 2 trước Công nguyên
Danh sách các nhà lãnh đạo nhà nước vào thế kỷ 3 trước Công nguyên
Danh sách các nhà lãnh đạo nhà nước vào thế kỷ 4 trước Công nguyên
Danh sách các nhà lãnh đạo nhà nước vào thế kỷ 5 trước Công nguyên
Danh sách các nhà lãnh đạo nhà nước vào thế kỷ 6 trước Công nguyên
Danh sách các nhà lãnh đạo nhà nước vào thế kỷ 7 trước Công nguyên
Danh sách các nhà lãnh đạo nhà nước vào thế kỷ 8 trước Công nguyên
Danh sách các nhà lãnh đạo nhà nước vào thế kỷ 9 trước Công nguyên
Danh sách các nhà lãnh đạo nhà nước vào thế kỷ 10 trước Công nguyên

## Thiên niên kỷ thứ 2 trước Công nguyên theo thế kỷ
Danh sách các nhà lãnh đạo nhà nước vào thế kỷ 11 trước Công nguyên
Danh sách các nhà lãnh đạo nhà nước vào thế kỷ 12 trước Công nguyên
Danh sách các nhà lãnh đạo nhà nước vào thế kỷ 13 trước Công nguyên
Danh sách các nhà lãnh đạo nhà nước vào thế kỷ 14 trước Công nguyên
Danh sách các nhà lãnh đạo nhà nước vào thế kỷ 15 trước Công nguyên
Danh sách các nhà lãnh đạo nhà nước vào thế kỷ 16 trước Công nguyên
Danh sách các nhà lãnh đạo nhà nước vào thế kỷ 17 trước Công nguyên
Danh sách các nhà lãnh đạo nhà nước vào thế kỷ 18 trước Công nguyên
Danh sách các nhà lãnh đạo nhà nước vào thế kỷ 19 trước Công nguyên
Danh sách các nhà lãnh đạo nhà nước vào thế kỷ 20 trước Công nguyên

## Thiên niên kỷ 3 - 4 trước Công nguyên
Danh sách các nhà lãnh đạo nhà nước trong thiên niên kỷ thứ 4 và thứ 3 trước Công nguyên